# Anomochilus monticola
Anomochilus monticola là một loài rắn trong họ Anomochilidae. Loài này được Das, Lakim, Lim & Hui mô tả khoa học đầu tiên năm 2008.